# Syzygium guineense
Syzygium guineense är en myrtenväxtart som först beskrevs av Carl Ludwig von Willdenow, och fick sitt nu gällande namn av Dc.. Syzygium guineense ingår i släktet Syzygium och familjen myrtenväxter.

## Underarter
Arten delas in i följande underarter:
- S. g. afromontana
- S. g. barotsense
- S. g. guineense
- S. g. huillense
- S. g. urophyllum
- S. g. littorale